# Carrer de Llança
El carrer de Llança és un carrer de l'Esquerra de l'Eixample de Barcelona, que va des del carrer de Sepúlveda, on conflueixen amb l'avinguda de Mistral i l'avinguda del Paral·lel, fins a l'avinguda de Roma, creuant el parc de Joan Miró.
El carrer està dedicat a Conrad Llança, almirall i canceller al servei de Pere II el Gran. Però erròniament, la gent l'anomena carrer de Llançà, en referència a la localitat de l'Alt Empordà, inclús els comerços d'aquest carrer tenen els rètols amb el nom erroni.

## Edificis destacats
- Creu Coberta: creu de terme que estava situada a la part baixa del carrer, en la confluència de l'avinguda Mistral i l'avinguda del Paral·lel.[3]
- Seu de l'ONCE: a la cantonada amb el carrer de Sepúlveda, on antigament hi havia el Canòdrom Pavelló de l'Esport.[4]
- E-Forum: edifici d'oficines adjacent al Centre Comercial les Arenes.[5]
- Casa Fajol: edifici modernista, conegut popularment com a casa de la Papallona.[6]